# Campeonato Europeo de Ciclocrós
El Campeonato Europeo de Ciclocrós (en inglés es la mayor competición de ciclocrós a nivel europeo. Es organizado desde 2003 y  por la Unión Europea de Ciclismo (UEC) cada año.
Entre 2013 y 2012 solo se realizaban las carreras de masculino sub-23 y élite femenino. En 2013 se incorporó la categoría femenino sub-23 y en 2015 la categoría de élite masculino.

## Ediciones
| Núm.  | Año  | Sede                                | Fecha              |
| ----- | ---- | ----------------------------------- | ------------------ |
| I     | 2003 | Tábor · ( República Checa)          | 8 de noviembre     |
| II    | 2004 | Vossem · ( Bélgica)                 | 7 de noviembre     |
| III   | 2005 | Pontchâteau ( Francia)              | 6 de noviembre     |
| IV    | 2006 | Huijbergen · ( Países Bajos)        | 8 de noviembre     |
| V     | 2007 | Hittnau · ( Suiza)                  | 4 de noviembre     |
| VI    | 2008 | Liévin ( Francia)                   | 2 de noviembre     |
| VII   | 2009 | Hoogstraten · ( Bélgica)            | 1 de noviembre     |
| VIII  | 2010 | Fráncfort del Meno · ( Alemania)    | 7 de noviembre     |
| IX    | 2011 | Lucca · ( Italia)                   | 6 de noviembre     |
| X     | 2012 | Ipswich ( Reino Unido)              | 3 de noviembre     |
| XI    | 2013 | Mladá Boleslav · ( República Checa) | 3 de noviembre     |
| XII   | 2014 | Lorsch · ( Alemania)                | 8 de noviembre     |
| XIII  | 2015 | Huijbergen · ( Países Bajos)        | 7 de noviembre     |
| XIV   | 2016 | Pontchâteau ( Francia)              | 29 de octubre      |
| XV    | 2017 | Tábor · ( República Checa)          | 5 de noviembre     |
| XVI   | 2018 | ’s-Hertogenbosch · ( Países Bajos)  | 4 de noviembre     |
| XVII  | 2019 | Silvelle · ( Italia)                | 10 de noviembre    |
| XVIII | 2020 | ’s-Hertogenbosch · ( Países Bajos)  | 8 de noviembre     |
| XIX   | 2021 | Col du Vam · ( Países Bajos)        | 6 y 7 de noviembre |
| XX    | 2022 | Namur · ( Bélgica)                  | 4 – 6 de noviembre |
| XXI   | 2023 | Pontchâteau ( Francia)              | 4 y 5 de noviembre |
| XXII  | 2024 | Pontevedra · ( España)              | 2 y 3 de noviembre |
| XXIII | 2025 | Middelkerke · ( Bélgica)            | 8 y 9 de noviembre |

## Masculino

### Élite
| Núm.    | Año       | Sede                               | Oro                                 | Plata                               | Bronce                           |
| ------- | --------- | ---------------------------------- | ----------------------------------- | ----------------------------------- | -------------------------------- |
| I – XII | 2003–2014 | No realizado                       | No realizado                        | No realizado                        | No realizado                     |
| XIII    | 2015      | Huijbergen · ( Países Bajos)       | Lars van der Haar · Países Bajos    | Wout van Aert · Bélgica             | Kevin Pauwels · Bélgica          |
| XIV     | 2016      | Pontchâteau ( Francia)             | Toon Aerts · Bélgica                | Mathieu van der Poel · Países Bajos | Wout van Aert · Bélgica          |
| XV      | 2017      | Tábor · ( República Checa)         | Mathieu van der Poel · Países Bajos | Lars van der Haar · Países Bajos    | Toon Aerts · Bélgica             |
| XVI     | 2018      | ’s-Hertogenbosch · ( Países Bajos) | Mathieu van der Poel · Países Bajos | Wout van Aert · Bélgica             | Laurens Sweeck · Bélgica         |
| XVII    | 2019      | Silvelle · ( Italia)               | Mathieu van der Poel · Países Bajos | Eli Iserbyt · Bélgica               | Laurens Sweeck · Bélgica         |
| XVIII   | 2020      | ’s-Hertogenbosch · ( Países Bajos) | Eli Iserbyt · Bélgica               | Michaël Vanthourenhout · Bélgica    | Lars van der Haar · Países Bajos |
| XIX     | 2021      | Col du Vam · ( Países Bajos)       | Lars van der Haar · Países Bajos    | Quinten Hermans · Bélgica           | Michaël Vanthourenhout · Bélgica |
| XX      | 2022      | Namur · ( Bélgica)                 | Michaël Vanthourenhout · Bélgica    | Lars van der Haar · Países Bajos    | Laurens Sweeck · Bélgica         |
| XXI     | 2023      | Pontchâteau ( Francia)             | Michaël Vanthourenhout · Bélgica    | Cameron Mason Reino Unido           | Lars van der Haar · Países Bajos |
| XXII    | 2024      | Pontevedra · ( España)             | Thibau Nys · Bélgica                | Felipe Orts · España                | Eli Iserbyt · Bélgica            |

### Sub-23
| Núm.  | Año  | Sede                                | Oro                               | Plata                               | Bronce                            |
| ----- | ---- | ----------------------------------- | --------------------------------- | ----------------------------------- | --------------------------------- |
| I     | 2003 | Tábor · ( República Checa)          | Martin Zlámalík · República Checa | Martin Bína · República Checa       | Steve Chainel Francia             |
| II    | 2004 | Vossem · ( Bélgica)                 | Lars Boom · Países Bajos          | Niels Albert · Bélgica              | Martin Bína · República Checa     |
| III   | 2005 | Pontchâteau ( Francia)              | Niels Albert · Bélgica            | Jan Soetens · Bélgica               | Zdeněk Štybar · República Checa   |
| IV    | 2006 | Huijbergen · ( Países Bajos)        | Niels Albert · Bélgica            | Zdeněk Štybar · República Checa     | Rob Peeters · Bélgica             |
| V     | 2007 | Hittnau · ( Suiza)                  | Niels Albert · Bélgica            | Philipp Walsleben · Alemania        | Lukáš Klouček · República Checa   |
| VI    | 2008 | Liévin ( Francia)                   | Philipp Walsleben · Alemania      | Aurélien Duval Francia              | Kenneth Van Compernolle · Bélgica |
| VII   | 2009 | Hoogstraten · ( Bélgica)            | Róbert Gavenda · Eslovaquia       | Paweł Szczepaniak · Polonia         | Tom Meeusen · Bélgica             |
| VIII  | 2010 | Fráncfort del Meno · ( Alemania)    | Lars van der Haar · Países Bajos  | Elia Silvestri · Italia             | Joeri Adams · Bélgica             |
| IX    | 2011 | Lucca · ( Italia)                   | Lars van der Haar · Países Bajos  | Mike Teunissen · Países Bajos       | Stan Godrie · Países Bajos        |
| X     | 2012 | Ipswich ( Reino Unido)              | Mike Teunissen · Países Bajos     | Corné van Kessel · Países Bajos     | Julian Alaphilippe Francia        |
| XI    | 2013 | Mladá Boleslav · ( República Checa) | Michaël Vanthourenhout · Bélgica  | Mathieu van der Poel · Países Bajos | Gianni Vermeersch · Bélgica       |
| XII   | 2014 | Lorsch · ( Alemania)                | Wout van Aert · Bélgica           | Laurens Sweeck · Bélgica            | Jakub Skála · República Checa     |
| XIII  | 2015 | Huijbergen · ( Países Bajos)        | Quinten Hermans · Bélgica         | Daan Hoeyberghs · Bélgica           | Eli Iserbyt · Bélgica             |
| XIV   | 2016 | Pontchâteau ( Francia)              | Quinten Hermans · Bélgica         | Joris Nieuwenhuis · Países Bajos    | Sieben Wouters · Países Bajos     |
| XV    | 2017 | Tábor · ( República Checa)          | Eli Iserbyt · Bélgica             | Thomas Pidcock Reino Unido          | Sieben Wouters · Países Bajos     |
| XVI   | 2018 | ’s-Hertogenbosch · ( Países Bajos)  | Thomas Pidcock Reino Unido        | Eli Iserbyt · Bélgica               | Antoine Benoist Francia           |
| XVII  | 2019 | Silvelle · ( Italia)                | Mickaël Crispin Francia           | Timo Kielich · Bélgica              | Antoine Benoist Francia           |
| XVIII | 2020 | ’s-Hertogenbosch · ( Países Bajos)  | Ryan Kamp · Países Bajos          | Thomas Mein Reino Unido             | Cameron Mason Reino Unido         |
| XIX   | 2021 | Col du Vam · ( Países Bajos)        | Ryan Kamp · Países Bajos          | Niels Vandeputte · Bélgica          | Thibau Nys · Bélgica              |
| XX    | 2022 | Namur · ( Bélgica)                  | Emiel Verstrynge · Bélgica        | Thibau Nys · Bélgica                | Witse Meeussen · Bélgica          |
| XXI   | 2023 | Pontchâteau ( Francia)              | Jente Michels · Bélgica           | Emiel Verstrynge · Bélgica          | Rémi Lelandais Francia            |
| XXII  | 2024 | Pontevedra · ( España)              | Jente Michels · Bélgica           | Filippo Agostinacchio · Italia      | Aubin Sparfel Francia             |

## Femenino

### Élite
| Núm.  | Año  | Sede                                | Oro                                       | Plata                                     | Bronce                           |
| ----- | ---- | ----------------------------------- | ----------------------------------------- | ----------------------------------------- | -------------------------------- |
| I     | 2003 | Tábor · ( República Checa)          | Hanka Kupfernagel · Alemania              | Marianne Vos · Países Bajos               | Maryline Salvetat Francia        |
| II    | 2004 | Vossem · ( Bélgica)                 | Hanka Kupfernagel · Alemania              | Maryline Salvetat Francia                 | Laurence Leboucher Francia       |
| III   | 2005 | Pontchâteau ( Francia)              | Marianne Vos · Países Bajos               | Daphny van den Brand · Países Bajos       | Hanka Kupfernagel · Alemania     |
| IV    | 2006 | Huijbergen · ( Países Bajos)        | Daphny van den Brand · Países Bajos       | Hanka Kupfernagel · Alemania              | Marianne Vos · Países Bajos      |
| V     | 2007 | Hittnau · ( Suiza)                  | Daphny van den Brand · Países Bajos       | Maryline Salvetat Francia                 | Christel Ferrier-Bruneau Francia |
| VI    | 2008 | Liévin ( Francia)                   | Hanka Kupfernagel · Alemania              | Maryline Salvetat Francia                 | Kateřina Nash · República Checa  |
| VII   | 2009 | Hoogstraten · ( Bélgica)            | Marianne Vos · Países Bajos               | Daphny van den Brand · Países Bajos       | Helen Wyman Reino Unido          |
| VIII  | 2010 | Fráncfort del Meno · ( Alemania)    | Daphny van den Brand · Países Bajos       | Sanne van Paassen · Países Bajos          | Helen Wyman Reino Unido          |
| IX    | 2011 | Lucca · ( Italia)                   | Daphny van den Brand · Países Bajos       | Lucie Chainel Francia                     | Pauline Ferrand-Prévot Francia   |
| X     | 2012 | Ipswich ( Reino Unido)              | Helen Wyman Reino Unido                   | Sanne van Paassen · Países Bajos          | Nikki Harris Reino Unido         |
| XI    | 2013 | Mladá Boleslav · ( República Checa) | Helen Wyman Reino Unido                   | Nikki Harris Reino Unido                  | Lucie Chainel Francia            |
| XII   | 2014 | Lorsch · ( Alemania)                | Sanne Cant · Bélgica                      | Pavla Havliková · República Checa         | Nikki Harris Reino Unido         |
| XIII  | 2015 | Huijbergen · ( Países Bajos)        | Sanne Cant · Bélgica                      | Jolien Verschueren · Bélgica              | Nikki Harris Reino Unido         |
| XIV   | 2016 | Pontchâteau ( Francia)              | Thalita de Jong · Países Bajos            | Lucinda Brand · Países Bajos              | Caroline Mani Francia            |
| XV    | 2017 | Tábor · ( República Checa)          | Sanne Cant · Bélgica                      | Lucinda Brand · Países Bajos              | Alice Maria Arzuffi · Italia     |
| XVI   | 2018 | ’s-Hertogenbosch · ( Países Bajos)  | Annemarie Worst · Países Bajos            | Marianne Vos · Países Bajos               | Denise Betsema · Países Bajos    |
| XVII  | 2019 | Silvelle · ( Italia)                | Yara Kastelijn · Países Bajos             | Eva Lechner · Italia                      | Annemarie Worst · Países Bajos   |
| XVIII | 2020 | ’s-Hertogenbosch · ( Países Bajos)  | Ceylin del Carmen Alvarado · Países Bajos | Annemarie Worst · Países Bajos            | Lucinda Brand · Países Bajos     |
| XIX   | 2021 | Col du Vam · ( Países Bajos)        | Lucinda Brand · Países Bajos              | Kata Blanka Vas · Hungría                 | Yara Kastelijn · Países Bajos    |
| XX    | 2022 | Namur · ( Bélgica)                  | Fem van Empel · Países Bajos              | Ceylin del Carmen Alvarado · Países Bajos | Kata Blanka Vas · Hungría        |
| XXI   | 2023 | Pontchâteau ( Francia)              | Fem van Empel · Países Bajos              | Ceylin del Carmen Alvarado · Países Bajos | Sara Casasola · Italia           |
| XXII  | 2024 | Pontevedra · ( España)              | Fem van Empel · Países Bajos              | Ceylin del Carmen Alvarado · Países Bajos | Lucinda Brand · Países Bajos     |

### Sub-23
| Núm.  | Año       | Sede                                | Oro                                       | Plata                                 | Bronce                               |
| ----- | --------- | ----------------------------------- | ----------------------------------------- | ------------------------------------- | ------------------------------------ |
| I – X | 2003–2012 | No realizado                        | No realizado                              | No realizado                          | No realizado                         |
| XI    | 2013      | Mladá Boleslav · ( República Checa) | Annefleur Kalvenhaar · Países Bajos       | Sabrina Stultiens · Países Bajos      | Alice Maria Arzuffi · Italia         |
| XII   | 2014      | Lorsch · ( Alemania)                | Sabrina Stultiens · Países Bajos          | Martina Mikulášková · República Checa | Alice Maria Arzuffi · Italia         |
| XIII  | 2015      | Huijbergen · ( Países Bajos)        | Maud Kaptheijns · Países Bajos            | Alice Maria Arzuffi · Italia          | Jana Czeczinkarová · República Checa |
| XIV   | 2016      | Pontchâteau ( Francia)              | Chiara Teocchi · Italia                   | Hélène Clauzel Francia                | Jana Czeczinkarová · República Checa |
| XV    | 2017      | Tábor · ( República Checa)          | Chiara Teocchi · Italia                   | Laura Verdonschot · Bélgica           | Nikola Nosková · República Checa     |
| XVI   | 2018      | ’s-Hertogenbosch · ( Países Bajos)  | Ceylin del Carmen Alvarado · Países Bajos | Inge van der Heijden · Países Bajos   | Fleur Nagengast · Países Bajos       |
| XVII  | 2019      | Silvelle · ( Italia)                | Ceylin del Carmen Alvarado · Países Bajos | Anna Kay Reino Unido                  | Marion Norbert Riberolle Francia     |
| XVIII | 2020      | ’s-Hertogenbosch · ( Países Bajos)  | Puck Pieterse · Países Bajos              | Kata Blanka Vas · Hungría             | Manon Bakker · Países Bajos          |
| XIX   | 2021      | Col du Vam · ( Países Bajos)        | Shirin van Anrooij · Países Bajos         | Puck Pieterse · Países Bajos          | Fem van Empel · Países Bajos         |
| XX    | 2022      | Namur · ( Bélgica)                  | Puck Pieterse · Países Bajos              | Line Burquier Francia                 | Shirin van Anrooij · Países Bajos    |
| XXI   | 2023      | Pontchâteau ( Francia)              | Zoe Bäckstedt Reino Unido                 | Marie Schreiber Luxemburgo            | Kristýna Zemanová · República Checa  |
| XXII  | 2024      | Pontevedra · ( España)              | Célia Gery Francia                        | Marie Schreiber Luxemburgo            | Leonie Bentveld · Países Bajos       |

## Relevo mixto
| Núm.   | Año       | Sede                   | Oro          | Plata        | Bronce       |
| ------ | --------- | ---------------------- | ------------ | ------------ | ------------ |
| I – XX | 2003–2023 | No realizado           | No realizado | No realizado | No realizado |
| XXI    | 2023      | Pontchâteau ( Francia) | Francia      | Reino Unido  | Bélgica      |
| XXII   | 2024      | Pontevedra · ( España) | Italia       | Francia      | España       |

## Medallero
Actualizado a Pontevedra 2024.
| Núm. | País            | Oro | Plata | Bronce | Total |
| ---- | --------------- | --- | ----- | ------ | ----- |
| 1    | Países Bajos    | 33  | 22    | 16     | 71    |
| 2    | Bélgica         | 19  | 16    | 17     | 52    |
| 3    | Reino Unido     | 4   | 6     | 6      | 16    |
| 4    | Alemania        | 4   | 2     | 1      | 7     |
| 5    | Francia         | 3   | 8     | 13     | 24    |
| 6    | Italia          | 3   | 4     | 4      | 11    |
| 7    | República Checa | 1   | 4     | 9      | 14    |
| 8    | Eslovaquia      | 1   | 0     | 0      | 1     |
| 9    | Hungría         | 0   | 2     | 1      | 3     |
| 10   | Luxemburgo      | 0   | 2     | 0      | 2     |
| 11   | España          | 0   | 1     | 1      | 2     |
| 12   | Polonia         | 0   | 1     | 0      | 1     |
|      | TOTAL           | 68  | 68    | 68     | 204   |